# 大滝実
大滝 実（おおたき みのる、1952年 - ）は、山形県出身の音楽教育家・吹奏楽指揮者。
かつて埼玉栄高等学校吹奏楽部の指揮をつとめ、2013年より岩倉高等学校吹奏楽部の指揮を務めている。

## 略歴
1950年、山形県にて出生。
1970年、国立音楽大学声楽科に入学。声楽を加藤千恵、荘智世恵に師事。
1975年、同大学を卒業と同時に学校法人佐藤栄学園埼玉栄高等学校に着任。吹奏楽の指導に携わる。吹奏楽指導法を小澤俊朗に師事。
2013年、明昭学園岩倉高等学校に異動。
2014年、同高校の校長補佐に就任する。
2015年、武蔵野音楽大学非常勤講師に就任。
1985年以来、埼玉栄高等学校吹奏楽部を21回全日本吹奏楽コンクールに出場させ、16回金賞受賞に導く。
日本高等学校選抜バンド指揮者として、ニューヨーク・カーネギーホール、ウィーン国立歌劇場、モスクワ音楽院チャイコフスキー記念大ホール等で指揮、好評を博す。
2006年、2014年にはミッドウエスト・バンドクリニックに出演するとともに、日本人としては三人目となる講座も担当した。
2019年テキサス音楽教育指導者協会演奏および指導法講座出演、ブラスエクシードトウキョウならびに花咲徳栄高等学校吹奏楽部アムステルダムコンセルトヘボウ演奏会客演指揮でいずれも好評を博す。
同年6月にはスペイン・パンプローナ国際音楽祭100周年記念に招聘され岩倉高等学校吹奏楽部を指揮、指導法講座にも出演した。
埼玉県吹奏楽連盟理事長、西関東吹奏楽連盟理事長、日本高等学校吹奏楽連盟副理事長を歴任。
現在、武蔵野音楽大学講師、岩倉高等学校校長補佐、埼玉栄高等学校講師、西関東吹奏楽連盟理事、全日本吹奏楽連盟理事、ジョイフルフェスティバル主宰、ブラスエクシードトウキョウ芸術監督。

## 受賞歴
- 1994年　第5回音楽教育振興賞
- 1994年　彩の国青少年グローリー賞
- 1995年　彩の国青少年グローリー賞
- 2004年　埼玉県知事より教育功労賞
- 2006年　アメリカイリノイ州ネーパービル名誉市民
- 2010年　文部科学大臣より優秀教師として表彰
- 2023年 「下總皖一音楽賞」音楽文化貢献部門を受賞